# مينورو تاكاسي
مينورو تاكاسي (بالكانا:たかせ みのる) هو ممثل ياباني، ولد في 13 ديسمبر 1897 بهاكوداته في اليابان، وتوفي في 19 نوفمبر 1947.

## وصلات خارجية
- مينورو تاكاسي على موقع IMDb (الإنجليزية)
- مينورو تاكاسي على موقع IMDb (الإنجليزية)
- مينورو تاكاسي على موقع قاعدة بيانات الفيلم (الإنجليزية)